# Forteresse de Ključ (Ključ)
Pour les articles homonymes, voir Ključ.
La forteresse de Ključ se trouve en Bosnie-Herzégovine, sur le territoire de la ville de Ključ et dans la municipalité de Ključ. Elle remonte à l'Antiquité et au Moyen Âge et est inscrite sur la liste des monuments nationaux de Bosnie-Herzégovine.

## Description

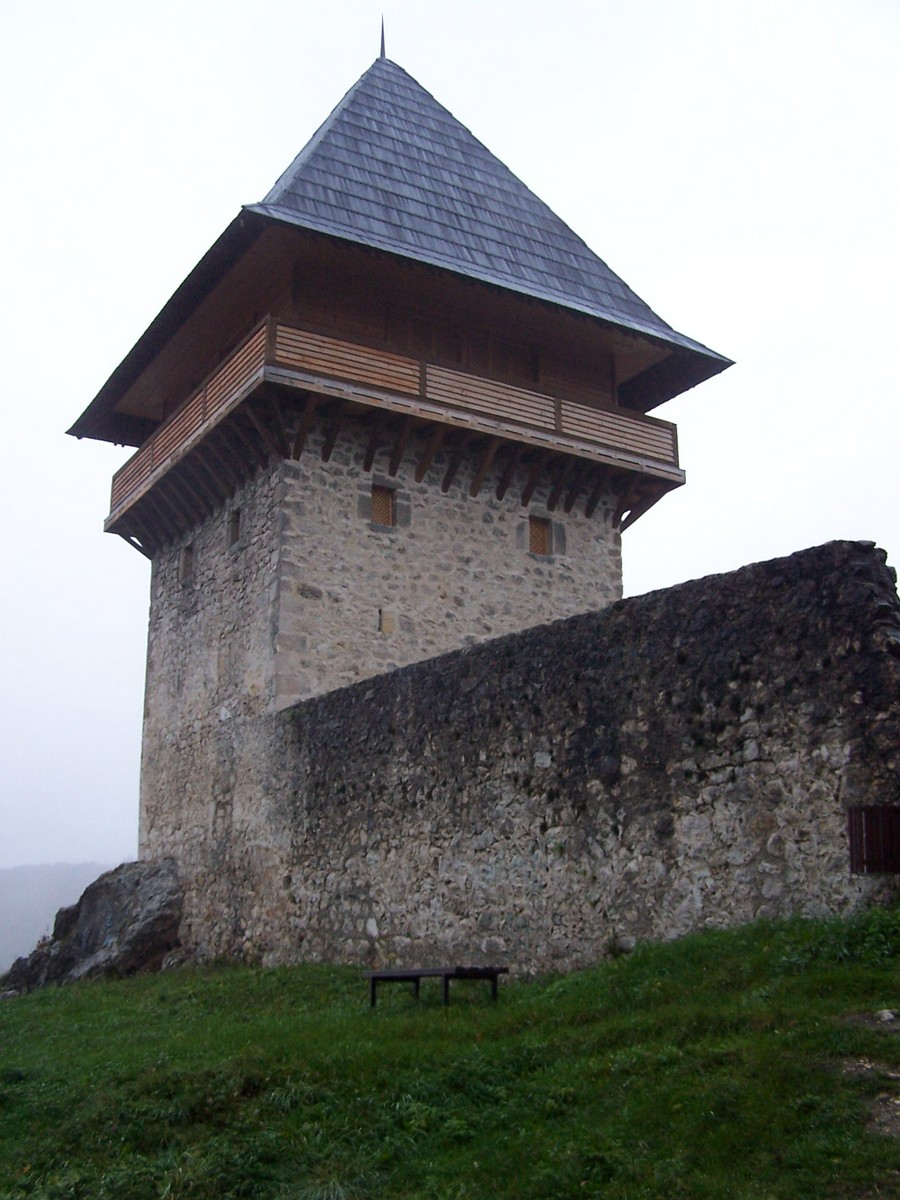
Une tour de la forteresse